# Cirrospilus niger
Cirrospilus niger är en stekelart som beskrevs av Howard 1889. Cirrospilus niger ingår i släktet Cirrospilus och familjen finglanssteklar. Inga underarter finns listade i Catalogue of Life.